# 流体力学期刊
流体力学期刊（英語：Journal of Fluid Mechanics）是流体力学领域的同行评审学术期刊，发表的内容包括理论、计算及实验流体力学领域的原创研究。
流体力学期刊由剑桥大学出版社发行，与剑桥大学、尤其是剑桥的应用数学与理论物理学系（DAMTP）关系密切。该期刊由DAMTP创系主任乔治·巴彻勒于1956年创办，此后他一直担任总编辑一职长达40年。